# Gaston d'Armau de Pouydraguin
Gaston d’Armau de Pouydraguin, né le 1er février 1862 à Sélestat et mort le 17 janvier 1949 à Paris, est un général français, grand-croix de la Légion d'honneur.
Il s'illustre particulièrement au cours de la Première Guerre mondiale, notamment au commandement de la 47e division d'infanterie, formée de bataillons de chasseurs alpins.

## Biographie

### Famille
Né à Schlestadt dans le Bas-Rhin, il est le fils d'un officier du 47e régiment d'infanterie, le "baron" Avit Louis Jean d’Armau de Pouydraguin et Élise Stoffel. Il appartient à une ancienne famille de la noblesse française. À la suite du traité de Francfort de 1871, la famille opte pour conserver la nationalité française le 16 août 1872 à Melun. Il se marie à Dijon, le 15 septembre 1890 avec Henriette Josèphe Marcelle Rouget.
De cette union naissent cinq enfants : Jean Marie Armand (né le 21 juillet 1891 à Dijon et décédé le 8 mars 1975 à Paris) ; Louis Marie Jacques (né le 5 août 1892 à Blaisy-Bas et « mort pour la France » le 11 mai 1915 à Neuville-Saint-Vaast) ; Augustin Marie François (né le 14 mars 1896 à Bône et « mort pour la France » le 9 mai 1915 à Neuville-Saint-Vaast) ; Marguerite Émilie Marie Michelle (née le 5 août 1899 à Amiens et décédée le 28 août 1994 à Paris) ; Marie Anne Elisabeth Paule (née le 21 octobre 1904 à Paris).

## Formation
Licencié de la faculté de droit de Dijon, il intègre l'École spéciale militaire de Saint-Cyr en 1882 (promotion des Pavillons noirs). Il est 3e sur 422 élèves à la sortie d'école en 1884, et intègre l'infanterie.

### Premières affectations
Nommé sous-lieutenant du 27e bataillon de chasseurs, il part pour la Tunisie y faire une première campagne. Passé lieutenant dans la même unité, il rejoint avec elle Menton.
Admis à l’école de guerre le 1er novembre 1890, il en sort pour faire un stage à l'état-major général de l'armée. Il y reste deux ans de 1892 à 1894, jusqu'à sa nomination au grade de capitaine.
Nommé au choix chef de bataillon au 37e régiment d'infanterie de Nancy, il n'y reste que trois ans appelé à nouveau à l'état-major général. Il est affecté au 4e bureau, qui a dans ses attributions les chemins de fer de campagne.
Sans quitter sa place, il devient lieutenant-colonel en 1910.
En août 1913, il accompagne le général Joffre en Russie.
Colonel le 30 septembre 1913, il prend en mars 1914 le commandement du 26e régiment d'infanterie (RI) à Nancy et à Toul.
Rôle durant l'affaire Dreyfus : un rôle préjudiciable à Dreyfus est joué par Gaston d'Armau de Pouydraguin. Capitaine en décembre 1893, il effectue son stage d'état-major en même temps qu'Aflred Dreyfus. Deux de ses dépositions comptent parmi les pièces du dossier secret qui emporte finalement la conviction des juges. Elles insistent sur la mémoire stupéfiante de l'accusé et sur sa curiosité à l'égard de toutes les innovations techniques. En 1904, Pouydraguin reconnaît avoir rédigé ces deux notes alors qu'"il se trouvait sous l'influence des idées régnant dans l'état-major de l'armée" à l'époque, mais que "depuis, ses idées se sont modifiées".

### Première Guerre mondiale

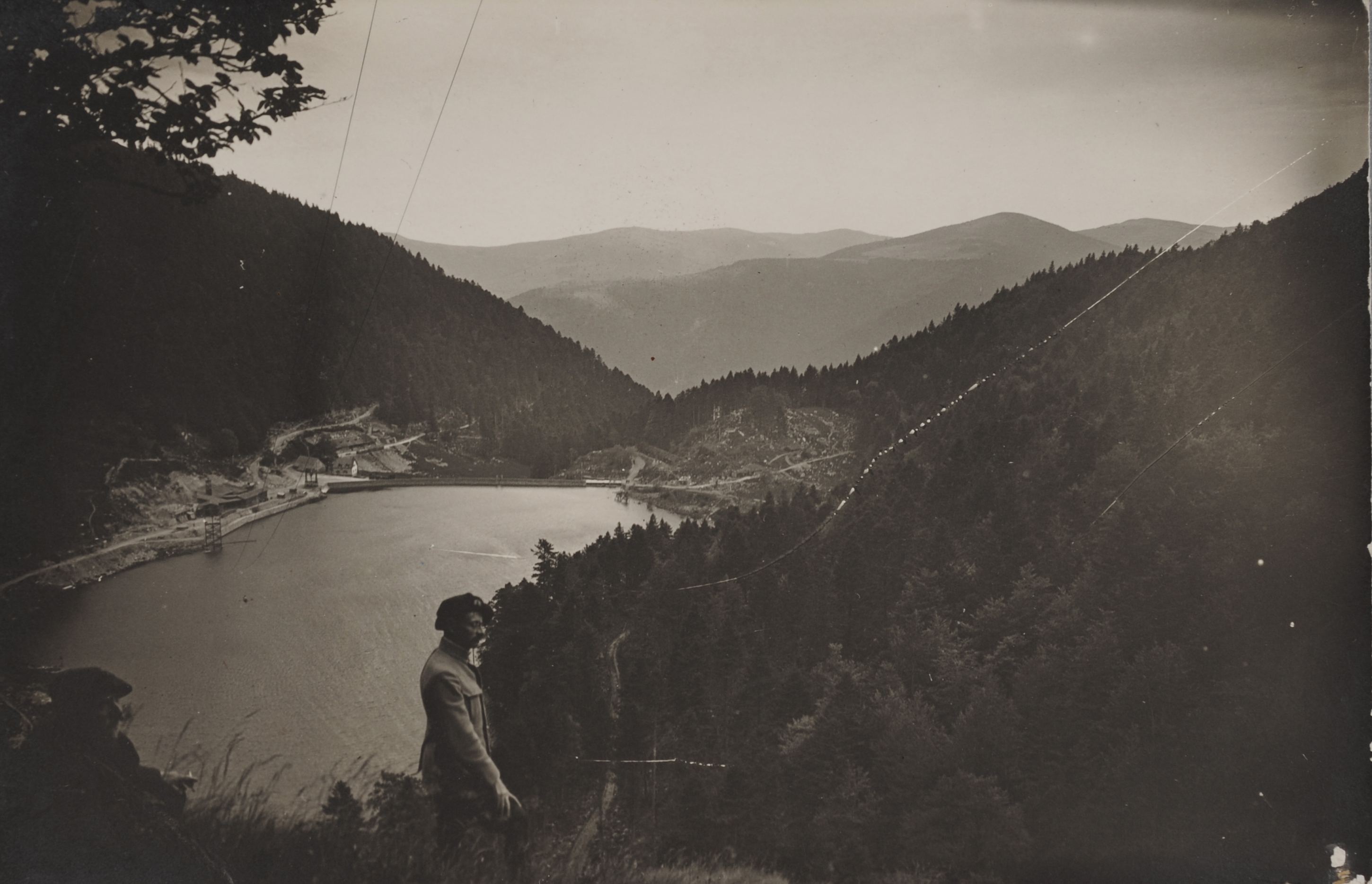
Le général d'Armau de Pouydraguin au-dessus du lac du Schiessrothried (vers 1916-1917).

Le 2 août 1914, le colonel de Pouydraguin est mobilisé à la tête de son régiment.
Le 25 août 1914, il est blessé dans une contre-attaque qui enlève les hauteurs de Vitrimont-Léomont.
Il est cité à l'ordre de l'armée : 

« Figurait au tableau de concours de 1914. Blessé au début de la campagne. Revenu sur le front, fait preuve d'un calme, d'une énergie au-dessus de tout éloge. »

En récompense de ce fait d'armes, il est promu général de brigade et commandant la 15e division d'infanterie le 16 octobre 1914. Il prend part aux combats d’Ailly près de Verdun.
Le 26 mars 1915, d’Armau de Pouydraguin prend le commandement de la 47e division d'infanterie (formée de bataillons de chasseurs alpins). À la tête de cette unité, il prend part aux combats de Metzeral et aux opérations de la Fecht et du Linge.
En mai 1915, il perd deux de ses trois fils, tués à deux jours d'intervalle lors de la bataille de l'Artois à Neuville-Saint-Vaast.

Il est a nouveau cité à l'ordre de l'armée le 22 juillet 1915 : 

« Commandant une division d'infanterie, a préparé et exécuté l’enlèvement de positions ennemies formidablement retranchées. Le succès est dû à sa froide énergie, à son inlassable activité, à sa claire vue de la situation. »

Le 11 août 1915, il est encore cité à l'ordre de l'armée au titre de la période du début de la campagne en 1914 : 

« Commandant le 26e régiment d'infanterie. Chef de corps des plus éminents, possédant à un très haut degré les qualités d'énergie, de décision et de bravoure personnelle. À remarquablement conduit son régiment pendant les opérations d'offensive et de couverture. Grièvement blessé le 25 août 1914, au moment où, malgré une violente contre-attaque ennemie, il se portait à la tête de ses trois bataillons pour les entraîner en avant. »

De juillet à novembre 1916, il prend part à l'offensive de la Somme et de mai à août 1917 à celle de l'Aisne. Le 25 août 1917, il est nommé général de division et appelé au commandement du 18e corps d'armée. Puis, c'est l'offensive pour la victoire à laquelle participe le général. L'armistice signé, il retrouve l'Alsace et entre dans Mulhouse à la tête de son corps d’armée.

### Après-guerre
Le 25 novembre 1920, il prend le commandement du 33e corps d'armée sur le Rhin.
De 1921 à avril 1923, il est gouverneur militaire de Strasbourg, puis, commandant le 20e corps d'armée jusqu'à sa retraite le 1er février 1924[réf. nécessaire].
Chevalier de la Légion d’honneur depuis 1900, il est nommé grand-croix de l’ordre le 11 juillet 1934.
Membre du comité directeur de la vieille Ligue des patriotes, il en devient le directeur général à la fin de l'année 1926 puis le président à partir de décembre 1932.

En 1937, le général Gamelin, qui fut un de ses subordonnés dira de lui : 

« Aucun chef ne fut plus aimé que le général de Pouydraguin dont nous admirions tous le tranquille courage, le grand cœur et l'étonnante activité. Nous le suivions en toute confiance. »

— Maurice Gamelin, La bataille des Hautes-Vosges : préface.
L’Académie française lui décerne le prix Thérouanne en 1938 pour son ouvrage La Bataille des Hautes-Vosges.
Au cœur de la Seconde Guerre mondiale en 1942, il prend la succession du général Lacapelle à la présidence du Souvenir français, poste qu'il occupera jusqu'au 31 janvier 1946.
Décédé à Paris le 17 janvier 1949 , il est inhumé le 21 janvier au cimetière nord de Sélestat.

## Décorations

### Décorations françaises
Grand-croix de la Légion d'honneur (décret du 11 juillet 1934)

 Croix de guerre 1914–1918, palme de bronze (quatre citations à l'ordre de l’armée)

 Chevalier de l'ordre des Palmes académiques

 Médaille commémorative de la guerre 1914–1918

 Insigne des blessés militaires

### Décorations américaines
Army Distinguished Service Medal  (États-Unis, 1924)

### Autres décorations
Officier du Nichan Iftikhar (Tunisie, le 8 janvier 1886).

 Commandeur de l'Ordre de l'Aigle blanc (Serbie).